# Tyrannus couchii
Tyrannus couchii е вид птица от семейство Tyrannidae.

## Разпространение
Видът е разпространен в Белиз, Гватемала, Мексико и САЩ.